# Embalse de La Copa
La Copa es un cuerpo de agua artificial situado en la vereda Centro Abajo, del municipio Colombiano de Toca y del Municipio de Tuta. sobre la Cordillera de los Andes en el centro del departamento de Boyacá. Tiene una extensión de aproximadamente 880 hectáreas y profundidades hasta de 33.5 metros. Es uno de los principales destinos de la Provincia Central acondicionado para la práctica de deportes náuticos como el windsurfing, skysurfing, kayak, sunfish y bicicleta acuática. En los sectores aledaños se practica el ciclomontañismo, cabalgatas y caminatas ecológicas.

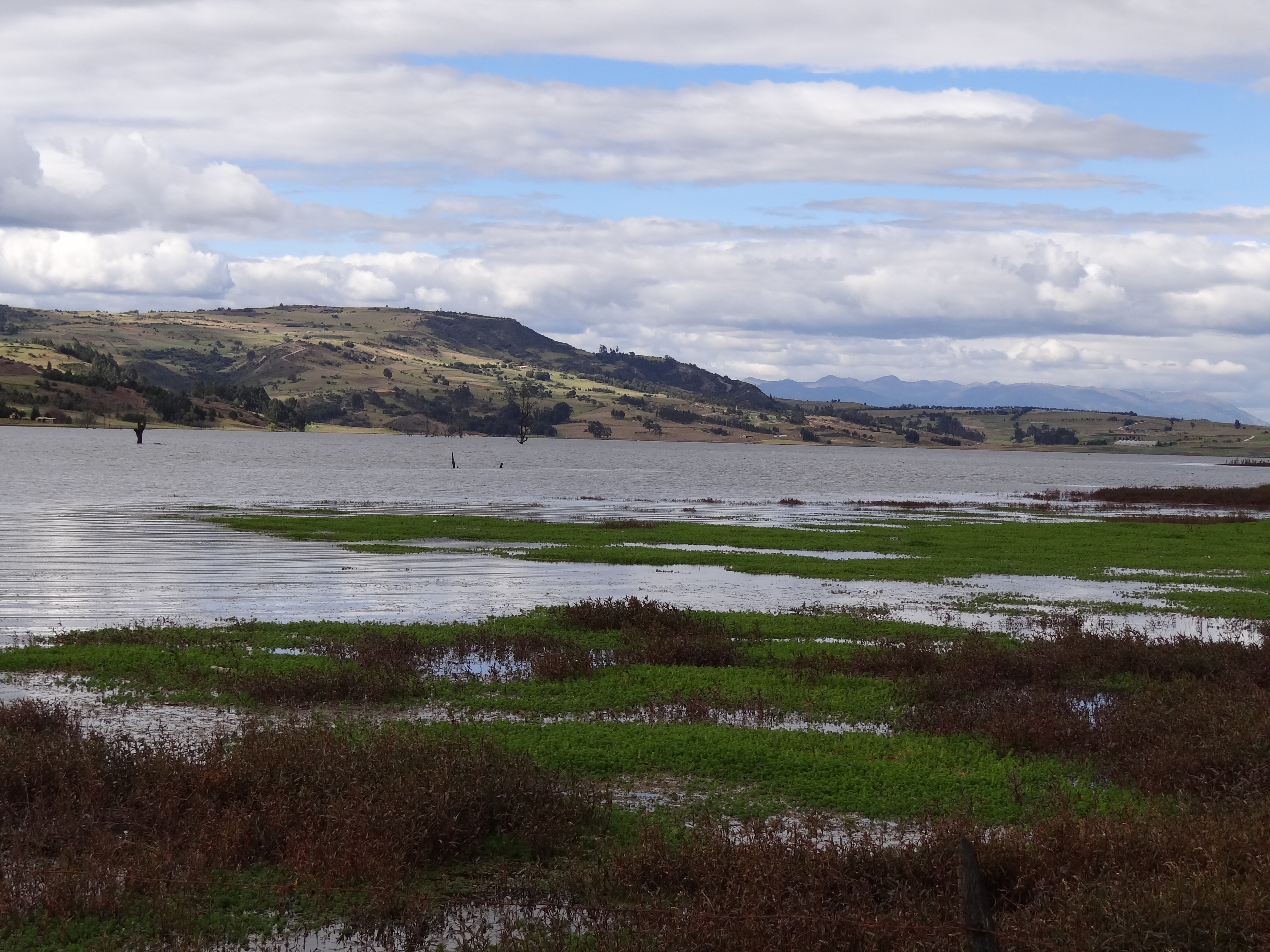
Área inundable, Toca

El acceso principal se encuentra en dirección nororiente en el kilómetro 21 entre las poblaciones de Chivatá y Toca por una vía sin pavimentar que conecta la vereda San Francisco. Allí se encuentra la finca Yerbabuena. Este lugar es de clima frío (con temperaturas que oscilan entre los 13 y los 16 °C). La Copa es un lugar apacible y centro de reunión de la cultura y tradición del municipio de Toca. 
Es reconocido en la región por el esplendor de sus amaneceres y las puestas del sol. En las noches se convierte en un lugar excepcional para el avistamiento de las diferentes constelaciones, razón por la cual los apasionados de la astronomía se reúnen allí.